# Site archéologique de Hope-Estate
Le site archéologique de Hope-Estate est un site préhistorique amérindien situé sur la commune de Hope-Estate, dans la collectivité territoriale de Saint-Martin, dans les Antilles françaises.

## Situation
Le village préhistorique de Hope Estate est localisé à l’intérieur des terres de l’île de Saint-Martin, dans les Petites Antilles. Sur un plateau de plus d'un hectare, situé à 80 mètres d'altitude et dominant la plaine de Grand-Case, se trouvent les vestiges d'un ancien village Arawak.

## Historique
Hope Estate tire son nom d'une ancienne habitation qui y cultivait la canne à sucre au XVIIIe siècle.
Le site archéologique a été découvert en 1987 par Michel Petit. Il a fait l'objet de plusieurs campagnes de fouilles entre 1991 et 2008.

## Chronologie
Les Arawaks sont remontés d'Amérique du Sud pour peupler progressivement les Caraïbes à partir d'environ 900 av. J.-C., aux dépens de populations antérieures de chasseurs-cueilleurs de culture précéramique.
Le site de Hope Estate présente une longue séquence stratigraphique avec une succession d’occupations humaines ayant livré une poterie Huecan-Saladoïde puis Cedrosan-Saladoïde, ce qui correspond à une période d'environ 500 av. J.-C. à 700 apr. J.-C. Après cette date, le site est abandonné.

## Description
Les Arawaks ont installé à Hope Estate un important village, de forme circulaire. Les fouilles ont permis de mettre en évidence des structures d’habitat, plusieurs zones de dépotoir et une nécropole, se répartissant sur une surface de plus d’un hectare. La partie centrale du site est celle qui présente le moins de vestiges, tandis que les secteurs nord-est, sud-est et nord-ouest semblent avoir été des zones de dépotoir.
Les habitants ont laissé des vestiges de roches gravées et de nombreuses poteries.

## Faune
Le site a livré un grand nombre de restes de vertébrés : grandes tortues marines, chiens, rongeurs, reptiles, oiseaux et poissons constituaient le régime alimentaire des habitants. Pas moins de 75 taxons ont été identifiés. L’étude des restes osseux a montré que la ventilation des espèces consommées a fortement varié d'une période à l'autre.